# Ernest Thomas Gilliard
Ernest Thomas Gilliard (* 23. November 1912 in York, Pennsylvania; † 26. Januar 1965 in New York City) war ein amerikanischer Ornithologe.

## Leben
Seine frühen Lebensjahre verbrachte Gilliard in der Nähe von Baltimore. Hier zeigte er schon früh einen besonderen Hang zur Natur und zum Abenteuer. Als er z. B. mit einigen Freunden die Île Bonaventure besuchte, überredete er diese die Kliffs zu erklimmen, um die dort heimischen Basstölpel (Morus bassanus) zu beobachten. Er bekam ein Stipendium von der Telluride Association für die Cornell University, musste dieses aber ablehnen, da er sich durch einen Puck beim Eishockey die Netzhaut so schwer verletzt hatte, dass an Literaturstudien nicht zu denken war. Stattdessen brach er zu einer Reise nach Kalifornien auf. Hier besuchte er verschiedene College-Kurse an unterschiedlichen Orten. Dies tat er auch während seines Dienstes für die United States Army, den er u. a. in Neuguinea und den Philippinen verbrachte. 1932 begann Gillard ein Volontariat am American Museum of Natural History. Hier verbrachte er seine gesamte Karriere und erreichte schließlich den Rang eines Kurators. Als Assistent von Frank Michler Chapman besuchte er die Insel Barro Colorado in Panama. Dies war der Auftakt seiner Karriere als Feldornithologe in den Neotropis. 1937 brach er zu einer Reise an den Auyan-Tepui in Venezuela auf. Gesponsert wurde die Reise von seinem langjährigen Freund Dr. William Henry Phelps senior. Durch diese Reise entstand Gillards erste bedeutende Publikation, in der er eine neue Unterart des Fahlbauch-Ameisenpitta (Grallaria excelsa phelpsi) (Gilliard, 1939) beschrieb. Später sandt in Chapman in die Serranía de la Macarena nach Kolumbien. Es war sein letzter Besuch in Südamerika. Es war wahrscheinlich sein Militärdienst, der in stattdessen in den südpazifischen Raum und insbesondere nach Neuguinea trieb. Hier leitete er in seiner Karriere fünf Expeditionen, u. a. in Bataan. Bei seinen Reisen wurde er oft von seiner Frau Margaret begleitet, die selbst eine Künstlerin und Entdeckerin war. Beide hatten zusammen eine Tochter namens Susanne sowie zwei Söhne namens Chapman und James. Als Co-Autor half er seinen Mentoren Ernst Mayr und Austin Loomer Rand viele Vögel ordnungsgemäß zu dokumentieren. So entwickelte er viele ideenreiche Konzepte, insbesondere für seine geliebten Laubenvögel und Paradiesvögel. Da er neben seinen schriftstellerischen Fähigkeiten auch ein begnadeter Fotograf war, publizierte er auch für die Allgemeinheit im National Geographic. Sein wohl bedeutendstes Monumentalwerk publizierte er 1958 unter dem Namen Living birds of the world. Kurz nach einer Sitzung des Explorers' Club of New York, bei dem er Vizepräsident war, starb Gillard 52-jährig an einem Herzinfarkt.

## Ehrungen
Im Jahr 1958 wurde ihm der Ehrendoktor des Wagner College in Staten Island verliehen.
1938 trat er der American Ornithologists’ Union bei. 1965 erreichte er schließlich die höchste Mitgliedsklasse des Fellow.

## Dedikationsnamen
Der Zoologe Hobart Merritt Van Deusen (1910–1976) widmete Gilliard den wissenschaftlichen Namen Pteropus gilliardi für eine Art aus Neuguinea, die zu den Eigentlichen Flughunden gehört. Der amerikanische Herpetologe Richard George Zweifel (1926–2019) benannte die neuguineische Froschart Platymantis gilliardi, die heute unter dem Namen Cornufer gilliardi geführt wird, zu Ehren Gilliards.
Hinzu kommen folgende Unterarten, die nach Gilliard benannt wurden:
- Marquesassalangane (Aerodramus ocistus gilliardi (S. Somadikarta, 1994))[4]
- Strichelhakenschnabel (Diglossa major gilliardi Chapman, 1939)[5]
- Helmhokko (Pauxi pauxi gilliardi Wetmore & Phelps, 1943)[6]
- Panthermeise (Pardaliparus elegans gilliardi Parkes, 1958)[7]
- Buntflöter (Ptilorrhoa castanonota gilliardi (Greenway, 1960))[8]

Melidectes fuscus gilliardi Salomonsen, 1966 gilt heute als Synonym für den Buntwarzen-Honigfresser (Melidectes fuscus (De Vis, 1897)), Melidectes rufocrissalis gilliardi Diamond, 1967 als Synonym für die Reichenowhonigfresser-Unterart (Melidectes rufocrissalis thomasi Diamond, 1969).

## Erstbeschreibungen
Gilliard war der Erstautor von einigen Arten sowie vielen Unterarten.

### Arten
Folgende neue Vogelarten wurden von Gillirad beschrieben:
- Olivkappen-Laubtyrann (Phylloscartes chapmani) (Gilliard, 1940)
- Bismarck-Buschsänger oder Maskenbuschsänger (Megalurulus grosvernori) (Gilliard, 1960)
- Gilliardhonigfresser (Melidectes whitemanensis) (Gilliard, 1960)

Zusammen mit Ernst Mayr beschrieb er den Langbart-Honigfresser (Melidectes princeps) (Mayr & Gilliard, 1951).
Das Taxon Archboldia sanfordi, welches Gilliard 1950 zusammen mit Mayr beschrieb ist heute ein Synonym. Es handelt sich hierbei um eine Unterart des Archboldlaubenvogels (Archboldia papuensis) (Rand, 1940). Das korrekte Taxon lautet Archboldia papuensis sanfordi.
Zusammen mit Phelps hat Gillard in den Jahren 1940 und 1941 mindestens 18 neue Unterarten beschrieben. Hinzu kommen mindestens fünf weitere Unterarten, die er mit Mayr in den Jahren 1950 und 1951 beschrieb. 1968 schließlich beschrieb er mit Mary LeCroy vom American Museum of Natural History eine Unterart des Belfordhonigfresser (Melidectes belfordi) (De Vis, 1890) namens Melidectes belfordi schraderensis. Außerdem hat er alleine mindestens 11 weitere Unterarten beschrieben.

## Schriften
- Living Birds of the World, Doubleday, 1975, ISBN 978-0-385-06871-0
- Birds of Paradise and Bower Birds, The World Naturalist, 1966
- National Audubon Society Nature Program: Birds of the South Pacific, Nelson Doubleday, 1956
- Descriptions of seven new birds from Venezuela. In: American Museum novitates. Nr. 1071, 5. Juni 1940, S. 1–15 (englisch, digitallibrary.amnh.org [PDF; 2,0 MB]).
- The birds of Mt. Auyan-Tepui, Venezuela, American Museum of Natural History, 1941
- On the breeding behavior of the cock-of-the-rock (Aves, Rupicola rupicola), American Museum of Natural History, 1962
- Game birds of the world (Nature program), N. Doubleday, 1958
- Living Birds of the West, Doubleday, 1958
- Results of the 1958–1959 Gilliard New Britain Expedition, American Museum of Natural History, 1967
- Annotated list of birds of the Adelbert Mountains, New Guinea, American Museum of Natural History, 1967
- Birds of the South Pacific, Doubleday, 1956
- A comparative analysis of courtship movements in closely allied bowerbirds of the genus Chlamydera, American Museum of Natural History, 1959
- The ecology of hybridization in New Guinea honeyeaters (Aves), American Museum of Natural History, 1959
- A new puff-bird from Colombia, American Museum of Natural History, 1949
- Birds of the middle Sepik region, New Guinea: Results of the American Museum of Natural History expedition to New Guinea in 1953–1954, American Museum of Natural History, 1966
- Notes on a Collection of Birds from Bataan, Luzon, Philippine Islands, American Museum of Natural History, 1950
- Four new birds from the mountains of central New Guinea, American Museum of Natural History, 1961
- A study of the coleto or bald starling (Sarcops calvus), American Museum of Natural History, 1949
- To the land of the head-hunters: An ornithologist finds bird rarities and glimpses a dying culture in innermost New Guinea, National Geographic Society, 1955
- Birds of the Victor Emanuel and Hindenburg Mountains, New Guine, American Museum of Natural History, 1961
- Birds of the Schrader Mountain region, New Guinea: Results of the American Museum of Natural History expedition to New Guinea in 1964, American Museum of Natural History, 1968
- Exploring New Britain's land of fire, National Geographic Society, 1961
- Notes on the courtship behavior of the blue-backed manakin (Chiroxiphia pareola), American Museum of Natural History, 1959
- The courtship behavior of Sanford's bowerbird (Archboldia sanfordi), American Museum of Natural History, 1959
- New Guinea's Paradise of Birds, National Geographic Society, 1958
- The systematics of the New Guinea manucode, Manucodia ater, American Museum of Natural History, 1956
- Notes on some birds of northern Venezuela, American Museum of Natural History, 1959
- A new race of Grallaria excelsa from Venezuela, American Museum of Natural History, 1939
- Ernest Thomas Gilliard, Georg Steinbacher: Knaurs Tierreich in Farben, Droemer Knaur, 1969
- Austin Loomer Rand, Ernest Thomas Gilliard: Handbook of New Guinea birds, Weidenfeld & Nicolson, 1967
- Ernst Mayr, Ernest Thomas Gilliard: Birds of central New Guinea, American Museum of Natural History, 1954
- William Henry Phelps, Ernest Thomas Gilliard: Six new birds from the Perijá Mountains of Venezuela, American Museum novitates; no. 1100, 1940
- mit William Henry Phelps: Seventeen new birds from Venezuela. In: American Museum novitates. Nr. 1153, 26. November 1941, S. 1–17 (englisch, digitallibrary.amnh.org [PDF; 2,7 MB]).